# São João da Barra
São João da Barra ist ein brasilianisches Município im Bundesstaat Rio de Janeiro und grenzt an das Município Campos dos Goytacazes.

## Tourismus
In São João da Barra gibt es zahlreiche Touristenstrände wie Grussai, Chapéu do Sol, Açu und Atafona.
Im Sommer 2008 kamen rund 400.000 Touristen.

## Politische Gliederung

### Distrikte/Verwaltungsbezirke
- 1º distrito: Sede
- 2º distrito: Atafona
- 3º distrito: Grussaí
- 4º distrito: Cajueiro
- 5º distrito: Pipeiras
- 6º distrito: Barcelos

### Bairros (Stadtviertel)
- Açú;
- Água Preta;
- Barra do Açú;
- Cajueiro;
- Degredo;
- Iquipari;

## Infrastruktur

### Transport
Haupttransportwege sind Straßen wie die BR-356. In Barra do Açú baut Prumo, vormals LLX, Logistik-Tochter der Unternehmensgruppe Grupo EBX, derzeit den Tiefwasserhafen Açu Superport.

### Medien
- TV RECORD CAMPOS
- INTER TV PLANÍCIE
- SBT
- BAND
- RÁDIO 97 FM
- RÁDIO TRANSAMÉRICA 96,1 FM
- RÁDIO LITORAL 100,7 FM
- RÁDIO E TV DIFUSORA
- JORNAL O DIÁRIO
- JORNAL MONITOR CAMPISTA
- JORNAL EXTRA
- JORNAL O DIA
- JORNAL FOLHA DA MANHÃ
- RÁDIO ULTRA FM 101,9 FM

## Söhne und Töchter der Stadt
- Elson Beyruth (1941–2012), Fußballspieler
- César Martins de Oliveira (1956–2024), Fußballspieler